# Butyrivibrio
Butyrivibrio es un género de bacterias grampositivas de la familia Lachnospiraceae. Fue descrito en el año 1956. Su etimología hace referencia a vibrio butírico. Es grampositiva, aunque se tiñe como gramnegativa, anaerobia estricta y móvil. Produce butirato. Se encuentra formando parte de la microbiota intestinal humana, de animales y en el rumen de rumiantes. 

## Taxonomía
Actualmente consiste en 4 especies: 
- Butyrivibrio crossotus
- Butyrivibrio fibrisolvens
- Butyrivibrio hungatei
- Butyrivibrio proteoclasticus